# Barros Cassal
Barros Cassal este un oraș în Rio Grande do Sul (RS), Brazilia.